# Vanosc
Vanosc ist eine französische Gemeinde mit 934 Einwohnern (Stand: 1. Januar 2022) im Département Ardèche in der Region Auvergne-Rhône-Alpes. Die Gemeinde gehört zum Arrondissement Tournon-sur-Rhône und zum Kanton Annonay-2. Die Einwohner werden Vanoscois genannt.

## Geografie
Vanosc liegt etwa 26 Kilometer südsüdöstlich von Saint-Étienne im Haut Vivarais und erstreckt sich entlang der Täler des Massif du Pilat, auf der östlichen Seite des Zentralmassivs. Umgeben wird Vanosc von den Nachbargemeinden Burdignes im Norden, Annonay im Nordosten, Villevocance im Osten, Vocance und Monestier im Süden sowie Riotord im Westen.

## Bevölkerungsentwicklung
| Jahr                       | 1962 | 1968 | 1975 | 1982 | 1990 | 1999 | 2006 | 2019 |
| Einwohner                  | 1036 | 885  | 785  | 805  | 750  | 767  | 850  | 935  |
| Quellen: Cassini und INSEE |      |      |      |      |      |      |      |      |

## Sehenswürdigkeiten
- Kirche Nativité-de-la-Sainte-Marie, 1867 geweiht
- Kapelle Saint-Roch aus dem 17. Jahrhundert
- Kapelle Saint-Nizier aus dem 17. Jahrhundert
- Schloss Gerlande aus dem 19. Jahrhundert
- Schloss La Rivoire aus dem 18. Jahrhundert
- Automuseum

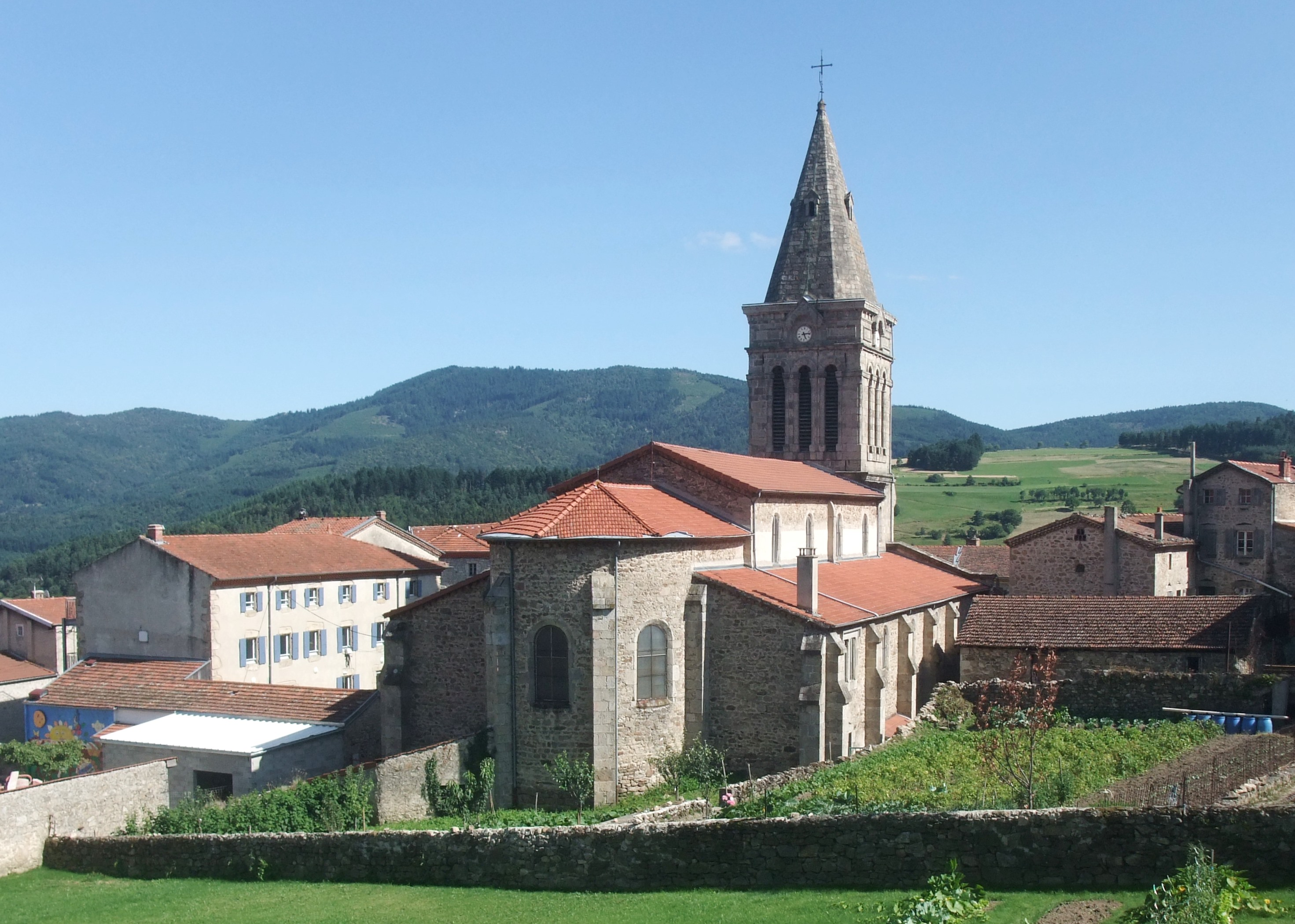
Kirche Nativité-de-la-Sainte-Marie
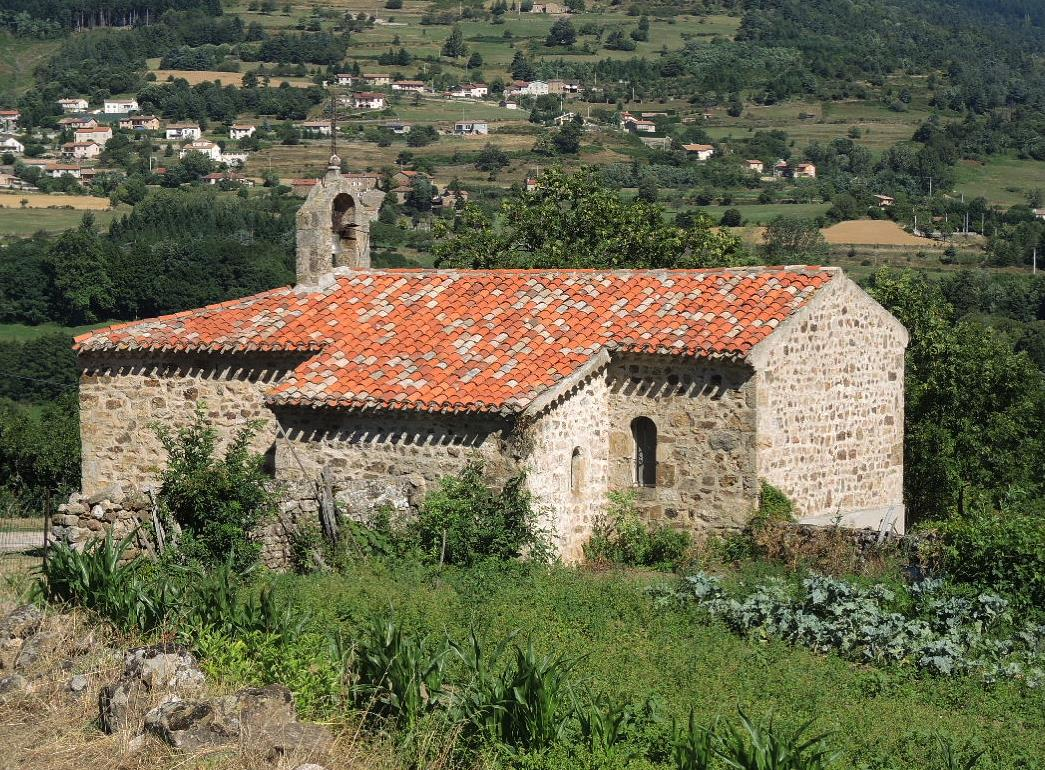
Kapelle Saint-Roch
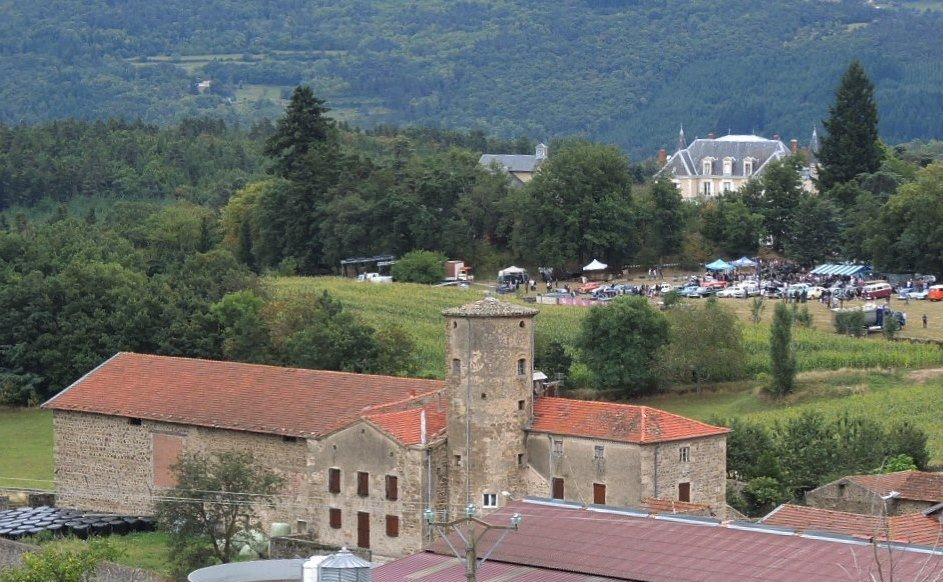
Schloss Gerlande
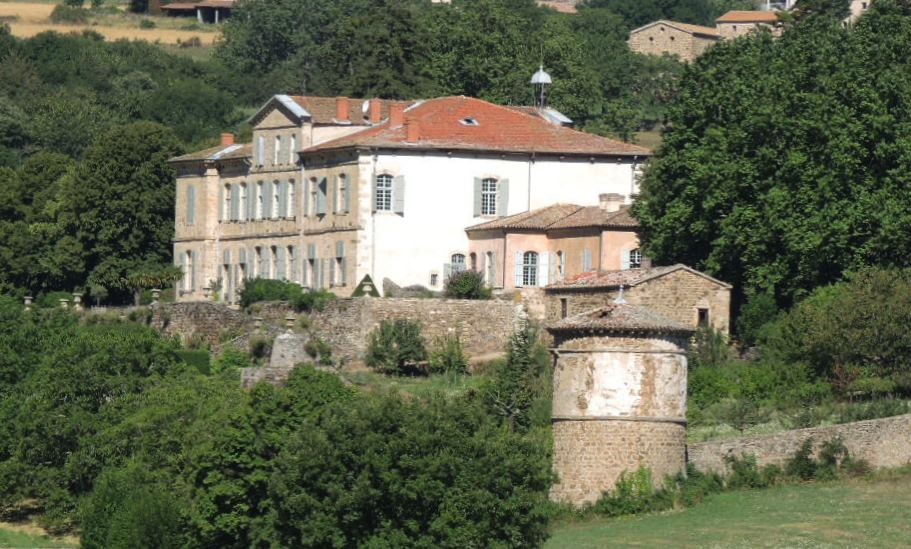
Schloss La Rivoire